# Papilio chikae
Papilio chikae је врста лептира из породице једрилаца (лат. Papilionidae).

## Распрострањење
Филипини су једино познато природно станиште врсте.

## Станиште
Врста Papilio chikae има станиште на копну.

## Угроженост
Ова врста се сматра угроженом.